# 山陰古道
山陰道，一條古石道，位於中華人民共和國浙江省紹興市西南方鄉郊，亦是浙江省風景區。
東晉書法家王獻之的話：「從山陰道上行，山川自相映發，使人應接不暇」，及南朝宋（劉宋）劉義慶的《世說新語‧言語》內的一句：「山陰道上，應接不暇」都讚嘆了山陰道的風景。而中國江蘇省現代作家徐蔚南與其朋友亦曾經到山陰道遊覽，並寫下了文章《山陰道上》。